# 實石あづさ
實石 あづさ（じついし あづさ、1982年8月20日 - ）は、日本のフリーアナウンサー。キャスタークリエイト・ジャパン所属。

## 来歴・人物
静岡県静岡市清水区（旧・庵原郡蒲原町）出身。成城大学文芸学部ヨーロッパ文化学科を卒業した。
身長163cm。血液型O型。趣味はアロマテラピー。
2005年、新潟放送にアナウンサーとして入社した。新潟放送在籍時には『THE NEWS 新潟』のキャスターやテレビ・ラジオのスポットニュースを担当した。また同社の展開するにいがたキッズプロジェクトも担当し、同社のホームページ内にブログも公開していた。2012年3月に同社を退社した。同年4月、地元の静岡に戻り、NHK静岡放送局の契約キャスターとなる。静岡局では光部杏里の後任として、『しずおか情報ランチ』のキャスターを務めるほか、土日のニュースも担当した。
2013年、NHK放送センターに転籍し、NHK総合『情報まるごと』のキャスターを担当した。
タレントの細田阿也は大学時代の同級生で、今でも交流が深い。
フリーアナウンサーの黒木奈々とも交流があり、黒木が亡くなる数日前までやりとりをしていた。
2016年8月23日より第一子出産のために一時休業した。
2017年4月1日、生島企画室（現在のFIRST AGENT）に所属し、同年4月22日に復帰した。
2019年4月1日、キャスタークリエイト・ジャパンに移籍した。
現在は夫と息子の3人家族である。

## 担当番組

### 現在
NHK （東京・NHK放送センター）
- NHK手話ニュース845（Eテレ、2020年4月6日 - 、ニュース読み、月曜レギュラー）
- NHK手話ニュース（Eテレ、2020年4月7日 - 、ニュース読み、火曜レギュラー）
- ワンキャリアライブ　MC

### 過去
ラジオ日本
- 健康 知りたい話 （2017年7月31日 - 2019年3月29日）
- 都市防災最前線 （2019年6月3日 - 10月28日）

NHK （東京・NHK放送センター）
- 情報まるごと（総合テレビ、2013年4月4日 - 2015年3月13日）
- BS列島ニュース （BS1、2013年4月6日 - 2016年8月）
- NHK BSニュース（BS1、2013年4月6日 - 2016年8月23日、2017年4月22日 - 2020年3月28日）
- 月刊!ジョセイメセン[5] （BS1、2017年5月28日）

NHK静岡放送局
- しずおか情報ランチ（小林千鶴と隔週で担当）
- 土日のニュース

新潟放送
- テレビ
  - Nスタ新潟
  - THE NEWS 新潟
  - イブニング王国!（月曜日:王国おすすめランキング→あづさのいまドキランキング、木曜日:王国中継 行けイケ生なま、木曜日・金曜日NEWS）
  - NEXT!
  - 月間キッズテレビ
  - ワンダフル競馬
- ラジオ
  - あづさのエンジョイ!競馬
  - コンビニラジオ 昼ラジ（隔週火曜日）
  - 週刊kidsラジオ オトナ未満カタログ
  - BSNラジオ競馬中継

ABEMA
- ABEMA NEWS（2020年8月 - 2021年12月25日、2022年4月3日、キャスター、ニュース読み）